# Oreochromis karongae
Oreochromis karongae là một loài cá thuộc họ Cichlidae. Nó được tìm thấy ở Malawi, Mozambique, và Tanzania. Các môi trường sống tự nhiên của chúng là sông và hồ nước ngọt.